# Nepotilla powelli
Nepotilla powelli é uma espécie de gastrópode do gênero Nepotilla, pertencente a família Raphitomidae.